# Guigneville-sur-Essonne
 Guigneville-sur-Essonne  es una población y comuna francesa, ubicada en la región de Isla de Francia, departamento de Essonne, en el distrito de Étampes y cantón de La Ferté-Alais.

## Demografía
| 146 | 128 | 247 | 415 | 757 | 746 |
| Para los censos de 1962 a 1999 la población legal corresponde a la población sin duplicidades (Fuente: INSEE [Consultar]) |     |     |     |     |     |